# Loderhart
Die Loderhart ist ein Gemeindeteil der Gemeinde Grafling im Landkreis Deggendorf in Niederbayern. 

## Lage
Die Einöde liegt im nördlichen Gemeindegebiet Graflings. Erreichbar sie über einen Forstweg von Engelburgsried aus, der für allgemeinen motorisierten Verkehr jedoch gesperrt ist.

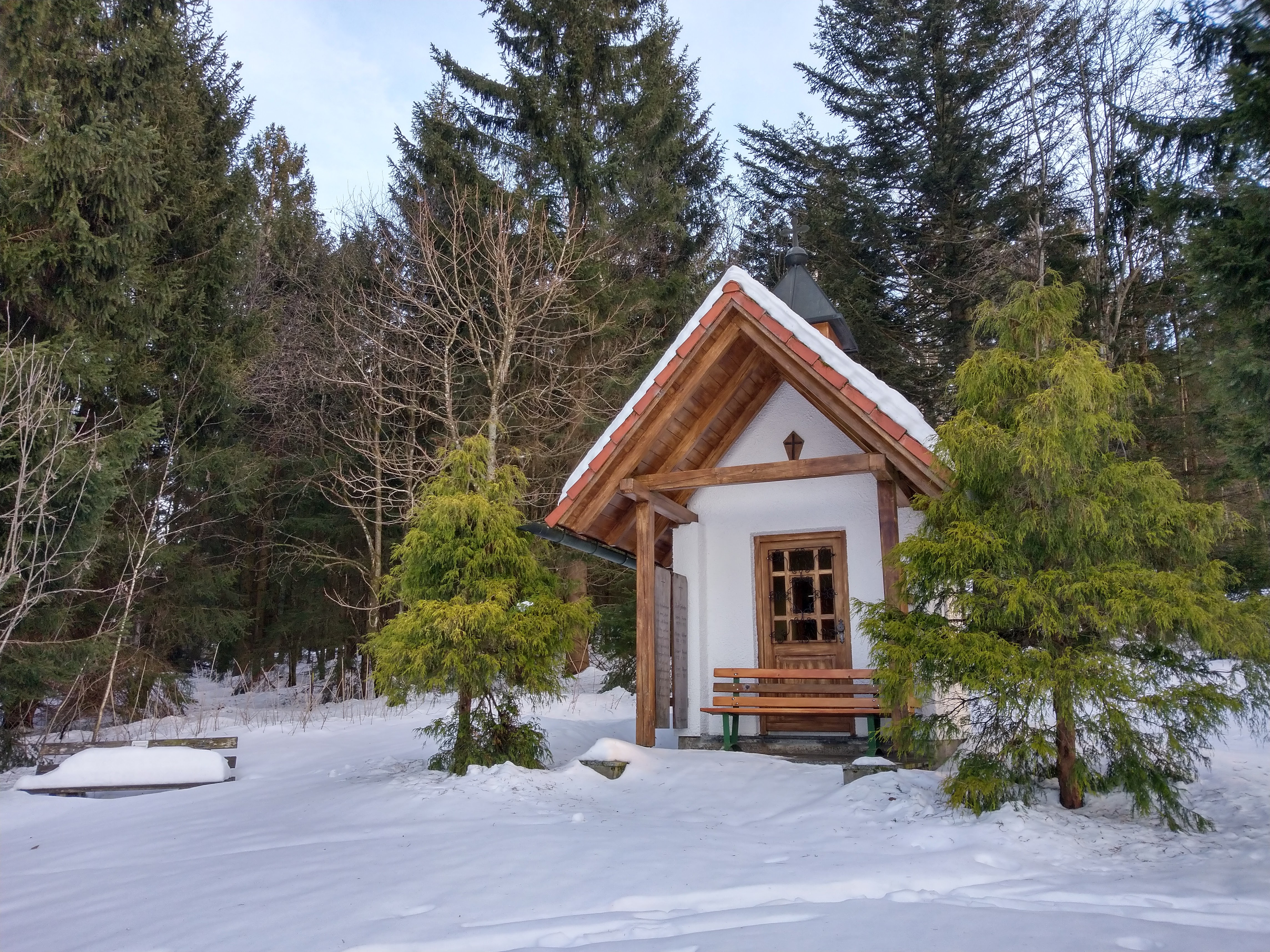
Bergkapelle bei der Loderhart im Winter

Einzige Bebauung ist das Berghaus Loderhart der Naturfreunde Deutschlands, Ortsgruppe Deggendorf, mit Biergarten und Kapelle.

## Geschichte
1950 erwarb der Naturfreunde-Landesverband Bayern das Gebäude (damalige Adresse Grafling Hausnummer 36) für eine Nutzung als Touristenheim. Seitdem wurde es mehrmals umgebaut.
Bis zur Gebietsreform in Bayern war Loderhart ein Gemeindeteil der ehemaligen Gemeinde Bergern, es wurde am 1. Januar 1976 nach Grafling eingemeindet.

## Belege
1. ↑  Chronik Berghaus Loderhart Die Geschichte der Anwesen auf der Loderhart (Hrsg.: Freundeskreis Kloster Gotteszell e. V. 2023).